# أحمد السنيدار
أحمد بن أحمد السُّنَيْدار،(1939 -) هو مغني وملحن يمني.

## حياته ونشأته
ولد أحمد السنيدار في حارة الأبهر في صنعاء القديمة عام 1939م، متزوج وله بنتان وأربعة ذكور.
حصل على منحة دراسية لدراسة الموسيقى في معهد الموسيقى العربية بالقاهرة عام 1960م، وعند قيام ثورة 26 سبتمبر 1962م، قطع دراسته بالقاهرة وعاد إلى اليمن

## مسيرته[2]
له دور في إحياء وتطوير التراث الغنائي اليمني القديم واللون الصنعاني على وجه الخصوص المعروف بثرائه وصعوبته.
أحب الغناء منذ الصغر حيث كان والده يمتلك عوداً صنعانياً ليستخدمه ضيوفه من أصدقائه الفنانين في المقيل ومنهم:
- أحمد عبد الله السالمي.
- أحمد دمر.
- أحمد علي الحمامي.
- أحمد هبة.
- عبد الخالق خليل.
- أحمد عشيش.

تأثر بالفنان قاسم الأخفش وأحمد طاهر الكوكباني وغيرهم من فناني تلك الفترة.
بداية ظهوره الفني في منتصف الخمسينات من خلال إذاعة صنعاء حيث أول أغنية أذيعت له كانت أغنية (أراك طروباً) وكانت جلسة، أما أول أغنية سجلت له في الإذاعة فكانت (يامن بحبه قد بلاني)، أثناءها كان يعمل كاتباً في الجيش لأربع سنوات تلاها انتقاله للعمل في مصلحة الهاتف عند تأسيسها.

## أعماله
وساهم من خلال أناشيده الوطنية في الثورة ومنها:
- اشهدي أيتها الدنيا اشهدي.
- هلل الشعب وكبَّر هاتفاً الله أكبر.
- أنا الشعب صوت انفجار الدهور.
- لا نبالي.
- نحن قررنا المصير
- الشعب والنور
- لك الحياة والخلود يا يمن
- لك البقاء لك التخليد يا يمن
- حكم اليمن لليمن
- نشيد 26 سبتمبر (يافرحتنا)
- العهد الاغر
- عدن موطني
- كالقذيفة
- انا اليمني انا المغوار
- اهلا وسهلا بالشقيق الإنسان
- يعينك يا جبل شمسان
- بشراك شعب اليمن طلابك الناجحين
- بلدي الحرة عاشت حره
- العيد هلت انواره
- أوبريت مغناة سد وادي سباء
- اهلا وسهلا زمان النور
- دمعة شعب (عند اغتيال الزبيري)
- سلام واجمل تحيه
- سلام من الشعب
- اسعدي يا أرض بلقيس الجميله
- رددي اياتها الدنيا نشيدي (تم تسجيلها للتلفزيون)
- هو حبي للشعب
- شجروها (بمناسبة عيد الشجرة)
- حب الوطن
- اشرق النور بشعبي
- وحدتنا وحده يمنيه
- اسلمي يا يمن الفدا
- يا شعب اليمن تحرر
- ثورة الشعب بناء وعمل
- بشراك بالفجر الجديد
- لبيك سبتمبر
- تحية الشعب للعمال
- تحية النصر للقياده
- صنعاء من اللقاء فرحانه
- القات عدو الحياه (البن فيه الحياه)
- يا خي يا شاجع

## ما بعد الشهرة
قام بتكوين فرقة من مجموعة من الفنانين تحت مسمى جمعية الفنانين وأقاموا أول معهد موسيقى في صنعاء عام 1964 وذلك لإقامة حفلات الذكرى الأولى للثورة ومن ضمن المشاركين من الفنانين محمد مرشد ناجي ومحمد سعد عبد الله ومحمد حمود الحارثي وحمود زيد عيسى وفضل محمداللحجي وغيرهم.
سافر إلى عدن عام 1965 حيث أحيا سهرة لتليفزيون عدن المحلي نالت إعجاب المشاهدين، بعد رحلة عدن سافر إلى بيروت لتسجيل عدد من الأناشيد والأغاني في إسطوانات.
في عام 1966م وصلت فرقة موسيقية من عدن بقيادة الفنان احمد تكرير حيث تعاون معها وساهم معهم في أحياء الحفلات وكذلك تسجيل الأناشيد والأغاني في إذاعة صنعاء وإحياء جمعية الفنانين من جديد.
في عام 1967 أنتقل للعمل في إذاعة صنعاء بطلب من قائد الثورة الرئيس عبد الله السلال في إدارة تنسيق البرامج حيث كان قبلها يعمل بإدارة الهاتف والمركبات بوزارة المواصلات.

### دوره في حصار السبعين
حدث حصار السبعين أثناء تواجده مع الفرقة في محافظة تعز لمواصلة الاحتفالات الفنية وبسبب الحصار تم تكليفة بالعمل بإذاعة تعز والتي أقيمت بمساعدة الخبرات المصرية حيث عمل بإدارة تنسيق البرامج والمكتبة، ثم انتقل من محافظة تعز إلى صنعاء أثناء الحصار وحمل السلاح مع زملائه في إذاعة صنعاء للدفاع عن الإذاعة مع استمرار عملة في إدارة تنسيق البرامج.
من ضمن الأناشيد التي غناها أثناء حصار السبعين:
- أنا يمني أنا المغوار انا الواقف بخط النار.
- أنا جيش الفداء الساهر.

في بداية الثمانينات أنتخب أميناً عاماً لنقابة الفنانين.

### من الشعراء الذين غنى لهم
- علي بن علي صبره.
- عباس المطاع.
- عبد الله هاشم الكبسي.
- إسماعيل الكبسي.
- عباس الديلمي.
- أحمد عبد الربة العواضي.
- إبراهيم الحضراني
- عبد الله عبد الوهاب نعمان
- محمد الذهباني
- مطهر الارياني
- حسن اللوزي
- محمود الحاج

وغيرهم

### التكريم والمشاركات
عام 1982م منح وسام الفنون من الطبقة الأولى من رئيس الجمهورية علي عبد الله صالح.
نال العديد من الأوسمة وشهادات التقدير من الدولة وعدة جهات أهلية وشعبية منها شهادة التقدير والعرفان والتي منحته إياها وزارة الإعلام تقديراً لمساهمته ومجهوده في الدفاع عن إذاعة صنعاء أثناء حصار السبعين.
- شارك في العديد من المهرجانات الثقافية داخل اليمن وخارجه وكذلك في حفلات القوات المسلحة، وأحيا العديد من الحفلات الغنائية في مختلف البلاد العربية والأوروبية وفي الولايات المتحدة الأمريكية حيث كانت أولى حفلاته بالخارج في مدن بريطانيا بدعوة من المغتربين هناك وقد قامت حرب أكتوبر 1973 أثناء تواجده هناك لإقامة الحفلات ولقد قام بتحويل أجره والتبرعات من تلك الحفلات للسفارة المصرية والسورية لدعم المجهود الحربي.
- كان من أوئل الفنانين اليمنيين الذين تغنوا بالوحدة اليمنية كحلم كل يمني قبل أن تتحقق عام 1990م مثل أنشودة (كالقذيفة) وأنشودة (رددي أيتها الدنيا نشيدي).
- تم تكريمه من العديد من المؤسسات الثقافية اليمنية والعربية منها مؤسسة العفيف الثقافية ومنتدى المثقف العربي في القاهرة وإذاعة صنعاء.
- عضو لجنة التحكيم في أتحاد المبدعين العرب في جمهورية مصر العربية.
- عضو اتحاد الموسيقيين العرب.
- عين مستشار ثقافي في سفارة اليمن بالقاهرة.
- أسس المركز الثقافي اليمني بالقاهرة والذي ساهم بشكل فاعل في إبراز الفن اليمني الغنائي والأنشادي من خلال تنظيمه لمشاركات اليمن في العديد من الفعاليات الفنية بجمهورية مصر العربية بما فيها المشاركة في فعاليات دار الأوبرا المصرية.

## من أغانيه

### أغاني من كلماته
- كم لي مراعي لك
- حبيبي ماأحلاه
- أسف عليه
- لاتحاول
- حبيبي اليك شكواي (كلمات مشتركه مع الشاعر عبد الله هاشم الكبسي)
- امانتك وا نسيم (كلمات مشتركه مع الشاعر عبد الله هاشم الكبسي)

### من أغانيه بالفصحى بلحن يمني
- أراك عصي الدمع لأبي فراس الحمداني
- إذا قيس حب لخليل فواز
- هو الحب فاسلم بالحشى لابن الفارض

### من أغانيه المشهورة
- ما أجمل الصبح في ريف اليمن
- يا جانيات العناقيد
- الحب أعياني
- يا طبيب الهوى
- طاب السمر
- قول للغواني
- الأرض والفلاح
- حبيبي ما أحلاه
- عن ساكني صنعاء
- تعال ما اقل لك
- كتابك يا حبيب
- حبيبي ظلمني
- حبوب حبوب
- لاصاحب فرق صاحبه
- لي روح مسلوبه
- مسرع نسيني
- انته لي الروح
- مانزلتك بير العزب
- اخضر لمحني بعينه
- ليت والله والايام ثواني
- ظالم شغل بالي
- قد كنت قبل اليوم
- دخلت الهوى
- رأيت الهلال
- انا يا معذبتي
- سقى الغيث
- الزفة الصنعانيه
- مشتاق لك يانجم فوق شمسان
- مسكين يا ناس
- يامن عليك التوكل والخلف
- حن قلبي
- يا حمام نوحي معي
- يا قلب كم سرك لقاء الحبيب
- امانه ماتسير يا طير
- يا ساكنين بير العزب ونعمان
- من يبلغ سلامي
- هو الحبيب راعي الجمال
- هذا إليك يا حبيبي
- كنت اعتقد (ضاع الطريق)
- معشوق الجمال
- يانظر عيوني
- الا ياريم صنعاء
- الصمت حين خيم
- استودع الله
- بالله قفو بي
- سل عن الحب
- يامن بحبه قد بلاني
- اهلا وسهلا بمن هو للملاح سلطان
- بعد البعاد المر
- نسيم بلغ
- العمر فرصه
- ودعت ربعي ببيروت
- صدفتها واصله
- يا بدر مشرق
- يا عقرب الساعة
- انا اطرحت وان الجهاز بيصر
- يا ظالم الحب
- اراك طروبا
- الو الو
- ساجي العيون
- لا تسلني يا حبيبي
- اخضر لمه
- خطر قبالي
- لله ماحلا السمر
- الله لاغيبك ياقاسي القلب
- حبيبي شاخالف العذال
- يا سايق التاكسي (بمناسبة أسبوع المرور)
- ما بال الحب يعذبني
- يا حبيبي وفي عيني جراح
- اغنم العيد
- حبيبي ماشي أحد غير الزهور
- يا غصن صنعاء اليمن
- لا تكذبي
- لله ما يحويه هذا المقام
- يا سنا في خاطري
- قل من مال عنا واختفى واحتجب
- طاب السمر
- يا سين عليك
- مرحبا شهر الصوم
- يا مالك الملك
- اغيب وذو اللطائف لا يغيب
- يا رب يا رحمن
- يا حي يا قيوم
- الله لطيف

## روابط خارجية
- أحمد السنيدار على موقع ميوزك برينز (الإنجليزية)
- أحمد السنيدار على موقع ديسكوغز (الإنجليزية)